# Gran Chaco (província)
Gran Chaco é uma província da Bolívia localizada no departamento de Tarija, sua capital é a cidade de Yacuiba. Gran Chaco é uma região ocidental formada por planícies, caracterizada pelo clima quente e chuvoso no verão e seco no inverno.
Gran Chaco também foi uma grande região boliviana antes da Guerra do chaco, que "acabou" em 12 de junho de 1935, e foi ocupado pelo Paraguai